# Grande-Terre
Grande-Terre is het op een na grootste eiland van het Franse overzeese departement Guadeloupe, na Basse-Terre, dat iets westelijker ligt, en waarvan het is gescheiden door de Salée-rivier, een smalle zeestraat. De twee eilanden samen lijken op een vlinder.
De hoofdstad van Grande-Terre is Pointe-à-Pitre, op de westelijke punt van het eiland.
In de zee rondom Grande-Terre bevinden zich koraalriffen.

## Geschiedenis
Grande-Terre werd oorspronkelijk bewoond door Cariben die het eiland Cibuqueira (eiland met gombomen) noemden. In 1493 werd het ontdekt door Columbus. De Spanjaarden hebben het eiland verschillende malen proberen te koloniseren maar werden verdreven door de Cariben.
In 1635 werd door de Fransen de nederzetting Portland (nu: Le Moule) gesticht in het westen van Grande-Terre. In 1644 werden plantages gesticht op het eiland, en werden slaven uit Afrika gehaald. Eerst waren er ook koffie, cocoa, en indigo-plantages, maar later werd suikerriet de basis van de economie. In de jaren 1650 werd oorlog gevoerd tegen de Cariben, maar in 1660 werd een vredesverdrag gesloten. Aan de Cariben werd een onvruchtbaar gedeelte van Anse-Bertrand toegewezen.
In 1674 werd Guadeloupe een kroonkolonie. In 1759 werd Basse-Terre door het Verenigd Koninkrijk veroverd. Het eiland zou verschillende keren van handen wisselen tussen Frankrijk en Verenigd Koninkrijk, maar werd in 1816 definitief toegewezen aan Frankrijk. In 1848 werd de slavernij afgeschaft. In de tweede helft van de 19e eeuw werd Pointe-à-Pitre de belangrijkste haven en grootste stad. In 1946 werd het een overzees departement.

## Geografie
In tegenstelling tot het buureiland Basse-Terre is Grande-Terre niet een vulkanisch eiland, maar bestaat voornamelijk uit kalksteen, en is een opgeheven atol. Het grootste gedeelte van het eiland is vlak, en vrij droog.

## Gemeenten

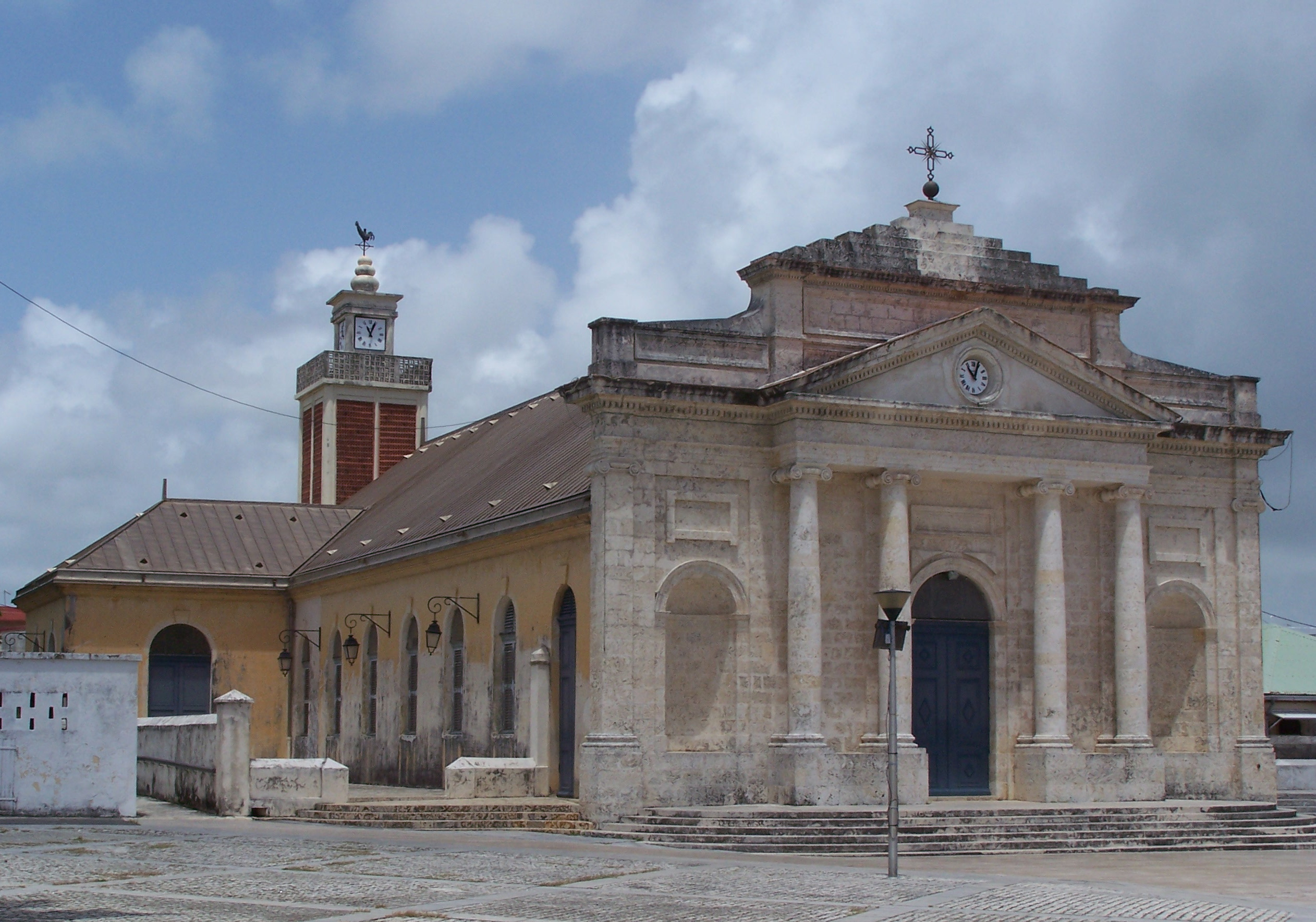
Johannes de Doperkerk in Le Moule

Het eiland Grande-Terre is onderverdeeld in de volgende gemeenten:
- Les Abymes
- Anse-Bertrand
- Le Gosier
- Morne-à-l'Eau
- Le Moule
- Petit-Canal
- Pointe-à-Pitre
- Port-Louis
- Saint-François
- Sainte-Anne

## Bezienswaardigheden
- Mémorial ACTe, museum over de slavernij
- Plage de la Datcha, lang witzandstrand met uitzicht op Îlet du Gosier
- Plage de Sainte-Anne, lang witzandstrand
- Pointe de la Grande-Vigie, meest noordelijk punt met hoge klippen[11]
- Pointe des Châteaux, schiereiland in het uiterste oosten

## Galerij

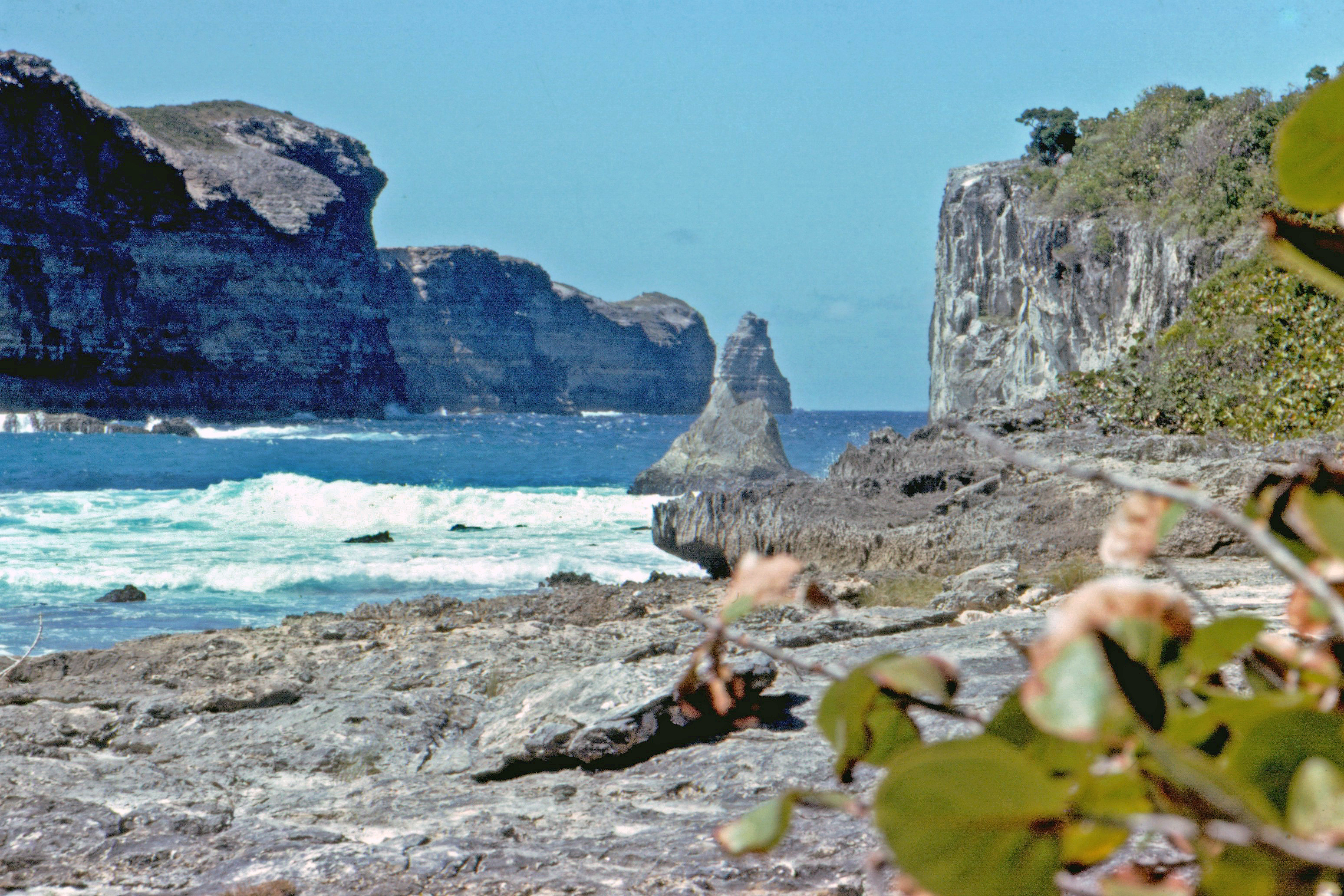
Porte d'Enfer in Anse-Bertrand
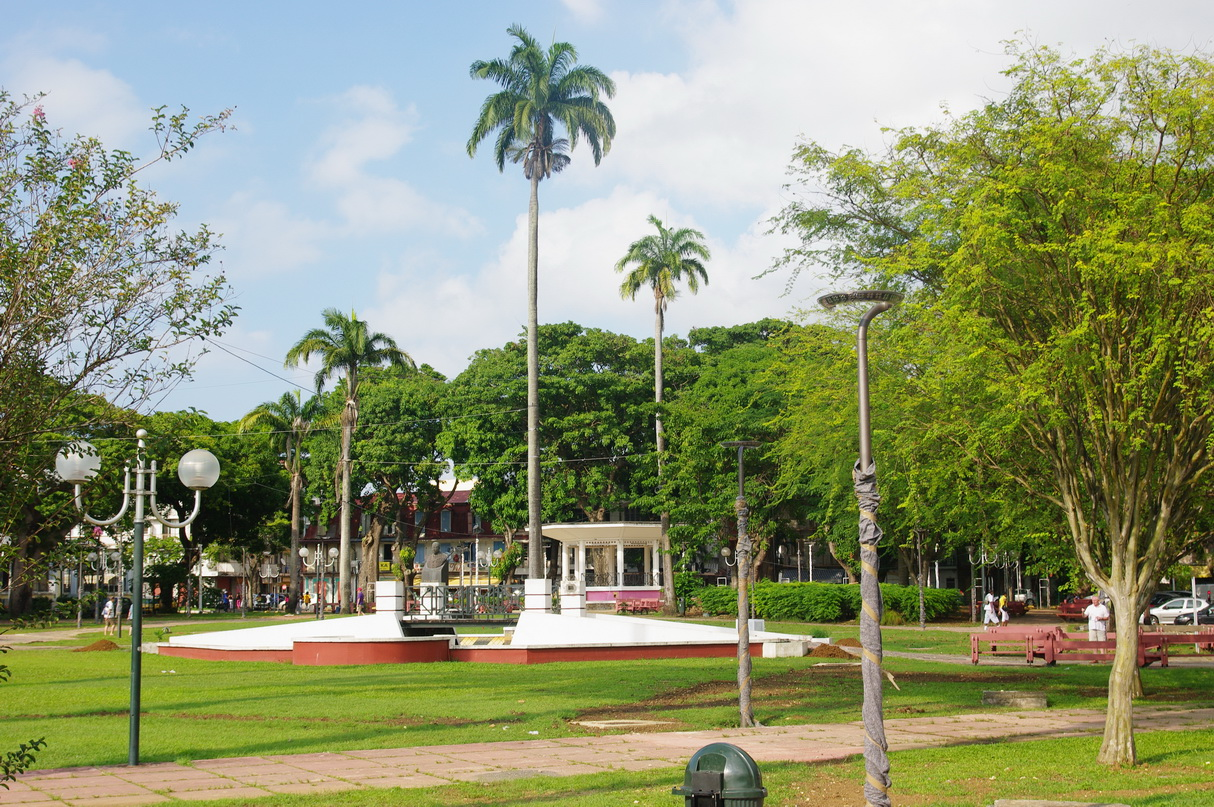
Place de la Victoire
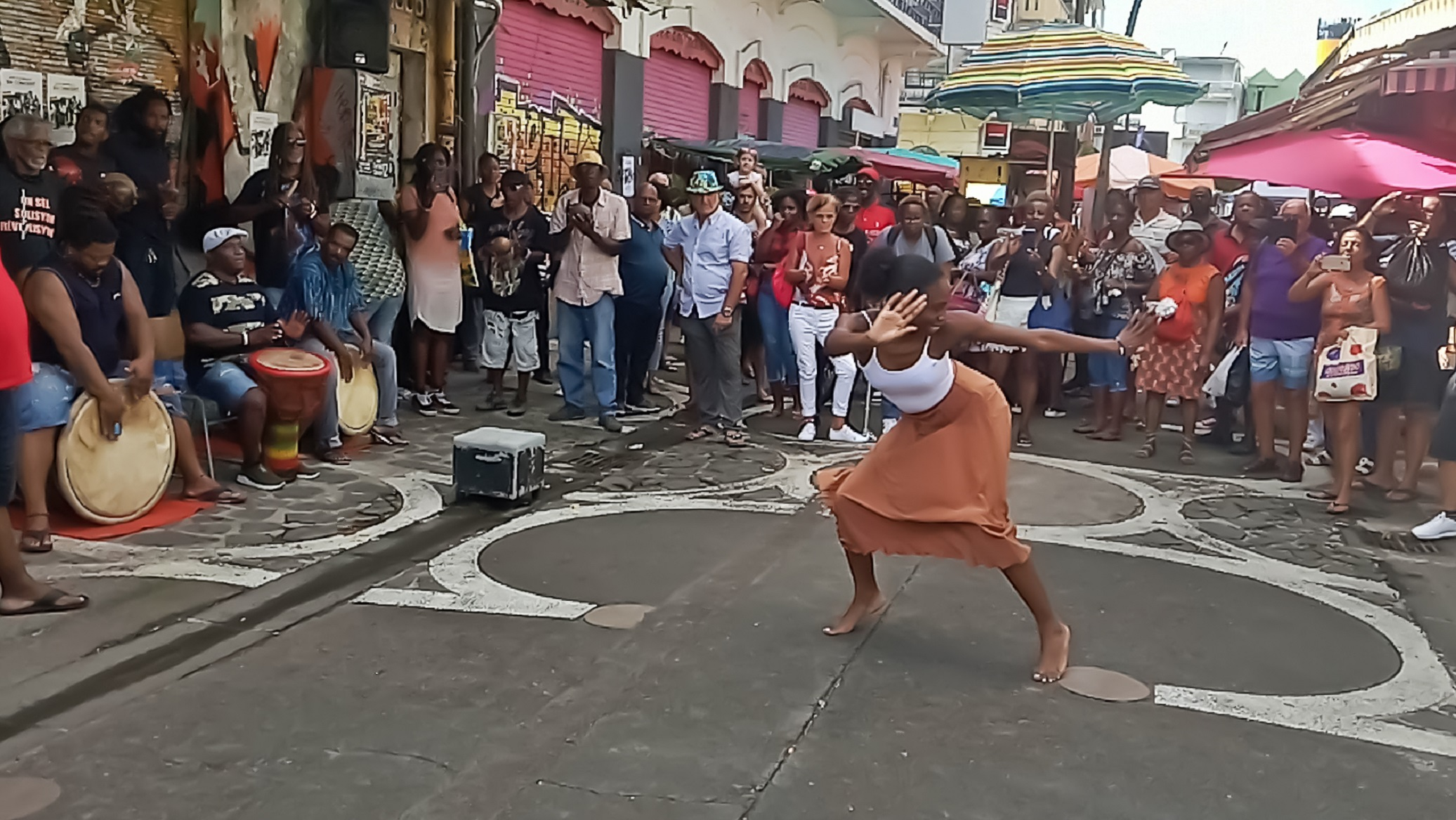
Gwoke festival in Pointe-à-Pitre
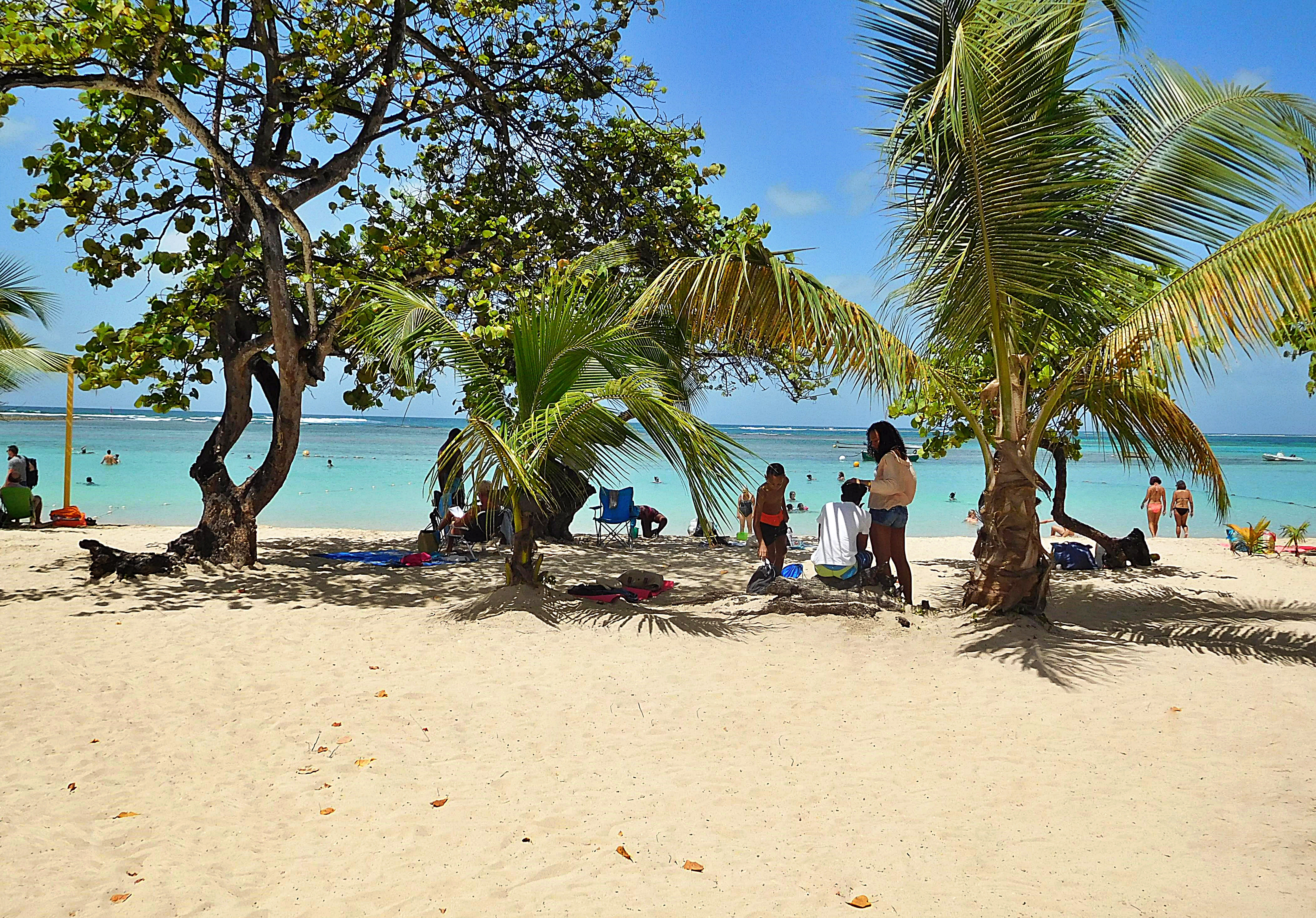
Plage de Sainte-Anne

Basse-Terre (Îlets Pigeon) · Grande-Terre (Îlet du Gosier) · Îles des Saintes (Îlet à Cabrit · Grand-Îlet · Terre-de-Bas · Terre-de-Haut) · La Désirade (Îles de la Petite-Terre) · Marie-Galante